# Nemanskaya Nizina
Nemanskaya Nizina är en slätt i Belarus. Den ligger i den västra delen av landet, 160 km väster om huvudstaden Minsk.
I omgivningarna runt Nemanskaya Nizina växer i huvudsak blandskog. Runt Nemanskaya Nizina är det ganska glesbefolkat, med 28 invånare per kvadratkilometer.